# Sefarad (Musikgruppe)
Sefarad war eine türkisch-jüdische Musikgruppe. Der Name ist abgeleitet von Sefarad, einer alttestamentarischen Landesbezeichnung, die später für Spanien verwendet wurde, und spielt auf die Sefardim an, die Nachkommen der 1492 aus Spanien vertriebenen Juden.

## Werdegang
Die Gruppe bestand von 1996 bis 2007 und wurde von drei Personen gegründet. Sami Levi der Solist, Cem Stamati der Bassist und Ceki Benşuşe der Gitarrist der Gruppe.
2003 brachte die Band ihr erstes Album „Sefarad“ heraus. 2005 kam ihr zweites Album „Sefarad II“ heraus. Dieses Album war lange Zeit in der türkischen Top Ten. Die Lieder Osman Aga, Ne fark eder?, Yastayım, Ben Seni Severim, Vakti Geldi, Aşk İçin und Seni Ne Çok Sevdiğimi erlangten in der Türkei große Popularität. Die Alben sind zweisprachig in Ladino und Türkisch gehalten. Durch die Gruppe Sefarad erlangten die schon fast vergessenen Ladino-Lieder in der ganzen Türkei Bekanntheit.
Im Jahr 2004 gewann Sefarad einen Altın Kelebek Award in der Kategorie Beste Newcomer-Gruppe.

## Diskografie

### Alben
- 2003: Sefarad
- 2005: Volume 2
- 2007: Evvel Zaman

### Singles (Auswahl)
- 2003: Osman Aga
- 2003: Ben Seni Severim
- 2005: Seni Ne Çok Sevdiğimi
- 2007: Kız Sen İstanbul'un Neresindensin?

## Auszeichnungen
- 2004: Altın Kelebek Award in der Kategorie Beste Newcomer-Gruppe